# Guillem Arnaut i companys màrtirs d'Avinhonet
Guilhèm Arnaut, Estève de Sant Tibèri i els seus companys (morts a la Massacre d'Avinhonet, 29 de maig de 1242) eren membres del tribunal de la Inquisició de Tolosa que jutjava els seguidors del catarisme. Van morir violentament i, considerats màrtirs de la fe, són venerats com a beats per l'Església Catòlica Romana.

## Història
Guilhèm Arnaut era l'inquisidor dominic que, amb el franciscà Estève de Sant Tibèri presidia el tribunal de la Inquisició de Tolosa; els dos havien estat nomenats en 1234 per Gregori IX per acabar amb l'heretgia albigesa a la regió. Amb cinc frares i quatre servents (entre ells: el dominic Bernat de Roquefort, els franciscans Esteve de Narbona, Ramon de Carbonier i dos més, el benedictí Ramon i els clergues Bernat Fortanier i Admer, el germà llec dominic Garcia d'Aure i Pere el Notari), eren de viatge per la regió, jutjant casos locals, i el seguici va aturar-se a Avinhonet. Cap de les ciutats que visitaven, llavors dominades per Ramon VII de Tolosa volia obrir-ne les portes al tribunal, i s'havien establert en una granja als afores, des d'on predicaven.
Un grup de 85 cavallers procedents del castell de Montsegur, dirigits per Pèire Roger de Mirepoix i ajudats per vilatans d'Avinhonet, van atacar-los mentre dormien al castell, on havien estat acollits, matant-los a cops de destral i espasa, la nit del 28 al 29 de maig de 1242, i destruint les actes i papers dels judicis que portaven amb ells. Es va dir que Guillem i Esteve havien estat morts mentre eren a sagrat, en l'església d'Avinhonet, i resant el Te Deum, la qual cosa era un sacrilegi i una violació insòlita del dret d'asil vigent.
El fet va provocar l'excomunicació de Ramon VII de Tolosa i que la persecució dels càtars s'endurís, acabant el 1244 amb la presa i massacre de Montsegur.

## Tradicions d'Avinhonet
L'església d'Avinhonet, on havia tingut lloc el crim, va quedar sota interdicte, i durant quaranta anys no s'hi pogué dir missa.
La llegenda diu que el dia que s'aixecà l'interdicte, les campanes de l'església tocaren soles i que, poc després, una imatge de la Mare de Déu va aparèixer misteriosament al davant de l'església, sense que ningú sabés d'on venia. Anomenada Mare de Déu dels Miracles, fou instal·lada a l'església. Cada nit del 28 de maig, la gent del poble entrava a l'església amb espelmes enceses i feia una processó de genolls per l'interior, en memòria dels morts.